# Disk2vhd
A Disk2vhd egy segédprogram, amely VHD (Virtual Hard Disk - a Microsoft Virtual Machine lemez formátum) változata - Microsoft Virtual PC vagy Microsoft Hyper-V virtuális gépekkel (VM) futtatható.
A Volume Snapshot Service (VSS) képességgel már rendelkező Windows XP köteteiről készített pillanatképet konvertálja a Windows későbbi változataival is használható lemezképpé.
A Disk2vhd felhasználói felület felsorolja rendszerben jelenlévő köteteket.
.vhd fájlokat készít a lemezekről, amelyen a kiválasztott kötetek tartózkodnak. Ez megőrzi a partíciókat, csak átmásolja az adatokat.
A Disk2vhd fut Windows XP SP2, Windows Server 2003 SP1, és újabb, beleértve a 64 bites rendszereken is.

## Parancssori használat
A Disk2vhd tartalmaz parancssort, script létrehozására.
```
disk2vhd 
<
[meghajtó: [meghajtó :]...]
|
[*]
>
 <vhdfile>
Példa: disk2vhd * c: \ vhd \ snapshot.vhd

```

A Virtual PC legnagyobb támogatott virtuális lemez mérete 127GB.